# 1999 CR133
1999 CR133, também escrito como 1999 CR133, é um objeto transnetuniano (TNO) que está localizado no cinturão de Kuiper, uma região do Sistema Solar. Este corpo celeste é classificado como um cubewano. Ele possui uma magnitude absoluta (H) de 8,1 e, tem um diâmetro estimado com cerca de 106 km, por isso existem poucas chances que o mesmo possa ser classificado como um planeta anão, devido ao seu tamanho relativamente pequeno.

## Descoberta
1999 CR133 foi descoberto no dia 12 de fevereiro de 1999 pelos astrônomos C. A. Trujillo, J. X. Luu e D. C. Jewitt.

## Órbita
A órbita de 1999 CR133 tem uma excentricidade de 0.000 e possui um semieixo maior de 42.250 UA. O seu periélio leva o mesmo a uma distância de 42.250 UA em relação ao Sol e seu afélio a 42.250.